# 1107
Het jaar 1107 is het 7e jaar in de 12e eeuw volgens de christelijke jaartelling.

## Gebeurtenissen
- 1 augustus - Concordaat van Londen: De oplossing van de investituurstrijd in Engeland wordt officieel geregeld.
- Koning Sigurd I van Noorwegen vertrekt voor een kruistocht. Tijdens zijn afwezigheid regeert zijn broer en medekoning Øystein I over geheel Noorwegen.
- Robert I van Meulan wordt de eerste graaf van Leicester.
- Voor het eerst genoemd: Aalst, Aarschot, Alem, Eliksem, Helchteren, Herk-de-Stad, Korbeek-Lo, Nuenen, Tildonk, Woensel

## Opvolging
- Bohemen - Bořivoj II opgevolgd door zijn neef Svatopluk
- Markgraafschap Istrië - Ulrich II van Weimar opgevolgd door Engelbert II van Spanheim
- Japan - Horikawa opgevolgd door zijn zoon Toba
- Latijns patriarchaat van Jeruzalem - Dagobert van Pisa opgevolgd door Ghibbelin van Arles
- Khmer-rijk - Jayavarman VI opgevolgd door Dharanindravarman I
- Schotland - Edgar opgevolgd door zijn broer Alexander I

## Geboren
- Hendrik II, hertog van Oostenrijk en Beieren
- Magnus Nilsson, koning van Zweden (1125-1130)
- Siegfried II, graaf van Weimar-Orlamünde

## Overleden
- 8 januari - Edgar (33), koning van Schotland (1097-1107)
- 24 mei - Raymond van Bourgondië (~47), graaf van Galicië
- 9 augustus - Horikawa (28), keizer van Japan (1087-1107)
- Kilij Arslan I (28), sultan van Rum (1092-1107)
- Theobald van Dampierre (~47), Frans edelman